# Tarlac
Tarlac è una città componente delle Filippine, capoluogo della provincia omonima, nella Regione di Luzon Centrale.
Tarlac è la città natale di Corazon Aquino, undicesima presidente delle Filippine, in carica dal 1986 al 1992.

## Baranggay
Tarlac è formata da 76 baranggay:
- Aguso
- Alvindia Segundo
- Amucao
- Armenia
- Asturias
- Atioc
- Balanti
- Balete
- Balibago I
- Balibago II
- Balingcanaway
- Banaba
- Bantog
- Baras-baras
- Batang-batang
- Binauganan
- Bora
- Buenavista
- Buhilit (Bubulit)
- Burot
- Calingcuan
- Capehan
- Carangian
- Care
- Central
- Culipat

- Cut-cut I
- Cut-cut II
- Dalayap
- Dela Paz
- Dolores
- Laoang
- Ligtasan
- Lourdes
- Mabini
- Maligaya
- Maliwalo
- Mapalacsiao
- Mapalad
- Matadero
- Matatalaib
- Paraiso
- Poblacion
- Salapungan
- San Carlos
- San Francisco
- San Isidro
- San Jose
- San Jose de Urquico
- San Juan de Mata
- San Luis
- San Manuel

- San Miguel
- San Nicolas
- San Pablo
- San Pascual
- San Rafael
- San Roque
- San Sebastian
- San Vicente
- Santa Cruz (Alvindia Primero)
- Santa Maria
- Santo Cristo
- Santo Domingo
- Santo Niño
- Sapang Maragul
- Sapang Tagalog
- Sepung Calzada
- Sinait
- Suizo
- Tariji
- Tibag
- Tibagan
- Trinidad (Trinidad Primero)
- Ungot
- Villa Bacolor